# Mekin
Mekin est un village de la commune de Meyomessala, dans le département du Dja-et-Lobo et la région du Sud, au Cameroun, situé sur la route qui relie Zoumeyo à Bissombo.

## Population
En 1962, il comptait 42 habitants, principalement Boulou. Lors du recensement de 2005, 72 personnes y étaient dénombrées.

## Économie
Le barrage hydroélectrique de Mekin est une retenue d'eau sur le fleuve Dja dont la construction a débuté en 2012, pour une mise en service repoussée d'année en année depuis 2015.